# Pemphigus matsumurai
Pemphigus matsumurai är en insektsart. Pemphigus matsumurai ingår i släktet Pemphigus och familjen långrörsbladlöss. Inga underarter finns listade i Catalogue of Life.